# Велчо Шунтов
Велчо Йотов Шунтов (1846 – 1915) е орханийски занаятчия и касапин, член на ОЧРК, активен участник в Арабаконашкия обир, заточеник в Диарбекир и поборник за национално освобождение.

## Биография
Велчо Шунтов печели доверието на Димитър Общи, комуто служи като куриер и таен агент и за когото твърди: 
| „                                                  | ...За него, за Общото, влазам и в пъклото. | “ |
| Влайкова, С. Ботевград през годините, ч. 1. стр.98 |                                            |   |

В разгара на Арабаконашката афера в средата на месец октомври 1872 Велчо Шунтов идруг член на ОЧРК Божко Божилов са арестувани и подложени на тежки изтезания. На 27 октомври 1872 в Чириково, Луковитско, е заловен и Димитър Общи, който по-късно е обесен, а Шунтов е заточен. Велчо Шунтов се завръща в Орхание след Освобождението на България, а след това прави поклоническо пътуване до Йерусалим.
Умира през 1915 година скоро след като 32-годишният му син загива на фронта.

## Памет
Днес една от улиците в Ботевград носи името „Велчо Шунтов“, а на мястото, където е била къщата му на бул. „България“, има поставена паметна плоча.
Персонажът Велчо Шунтата в романа „Възвишение“ от Милен Русков и едноименната екранизация е базиран на историческата личност Велчо Йотов Шунтов.